# Punk Rock Splatter Massacre
Punk Rock Splatter Massacre (OT: Punk Rock Holocaust) ist ein US-amerikanischer Slasher-Film, der auf der 2003er Vans Warped Tour spielt. Regisseur Doug Sakmann begleitete die Konzertreihe und filmte mit Unterstützung von Kevin Lymann, dem Organisator, und Heather Vantress, der offiziellen Reporterin der Tour, den Film ab. 

## Handlung
Heather Vantress, die offizielle Reporterin der Vans Warped Tour, soll nach Kevin Lymans Anweisung „möglichst objektiv“ über die Tour berichten. Zwei Tage vor der Tour kommt es beim Konzert der HorrorPops zu einem Mord. Noch bevor die Tour eröffnet wird, sterben die Aufpasser der Kletterwand, nachdem ein unbekannter Mann die Seile manipuliert hatte. Lyman versucht die Todesfälle als tragischen Kletterunfall herunterzuspielen. Die Tour wird eröffnet und beim ersten Konzert wird Jeff Stinco, Gitarrist von Simple Plan, auf seiner eigenen Bassgitarre aufgespießt. Das vegetarische Catering der Tour wird von einem mysteriösen Mann, bekleidet mit einem Bandana, einer orangen Hose, einem Vans-T-Shirt und einer Sonnenbrille, mit Tierfett vermischt. Die Vegetarier sterben an einer Fleischvergiftung. 
Zufällig hört Vantress am Nachtlager der Security eine Gruselgeschichte von einer früheren Warped-Tour. Die Gruppe „Brutal Enigma“ hatte sich mit einem alten Black Flag-Demo einen Platz auf der Tour erschlichen. Doch schon bei ihrem ersten Gig auf der Tour wurde die Synthie-Pop-Band gnadenlos ausgebuht. Als Lyman die Gruppe von der Tour warf, hatte der Sänger William Van Landingham, III Rache geschworen. Die Morde gehen weiter, Andrew W. K. plus seine gesamte Backing-Band sterben bei einer Explosion, einige Mitglieder von The Used und weitere Mitglieder von The Simple Plan müssen sterben. Lyman vertuscht die Morde, indem er die Leichen als Barbecue verköstigen lässt.
Voller Sorge um sein Geld fragt Belial von Mega Records nach und schickt seine Handlanger vor Ort vorbei. Lyman kann sie besänftigen, da er aus den verbliebenen Mitgliedern von Simple Plan und The Used die Gruppe „Simply Used“ entstehen lässt. Aber auch die Handlanger und diese Gruppe müssen sterben. Vantress, die noch Lyman unter Verdacht hat, beginnt zu recherchieren. Unterdessen geschehen weitere Morde bei Konzerten von Dropkick Murphys, Rancid und The Kids of Witney High. Einzig die Band The Phenomenauts stellt sich dem Killer entgegen, doch dieser kann sie abwehren und sie fliehen mit ihrem Tourbus. Der Killer sprengt diesen in die Luft.
Vantress findet schließlich heraus, dass Belial in Wirklichkeit Satan ist und den Sänger William Van Landingham, III mit magischen Fähigkeiten und einem Schwert, das bei Berührung seine Opfer in Zombies verwandelt, ausgestattet hat. Sein Plan ging jedoch schief, weil die Band einfach zu schlecht war. Heather konfrontiert Lyman mit ihren Recherchen und dieser sieht seinen Fehler ein. Die Zombies attackieren die beiden jedoch bei ihrer Unterredung und Heather flieht nach New York City, um Satan aufzusuchen. Bei einem Konzert im Asbury Park in New Jersey wird der Rest von der Tour bei einem Zusammenbruch der Arena ausgelöscht (die Organisatoren überleben wie durch ein Wunder).
Belial/Satan erklärt Heather wie sie den Killer stoppen kann und bei einem Konzert der französischen Hardcore-Punk-Band Beret! stellt sie den Killer, der ihr erklärt, er wolle nur die Independent-Szene vor dem kommerziellen Pop-Punk retten. Heather kann dem Killer den Kopf abschlagen und bringt diesen zu Lyman. Dieser erklärt dem Kopf, dass er schon immer ein Herz für Independent-Fans hatte und lässt den Kopf dann vernichten. Im nächsten Jahr soll mit Athicus (eine neue Erfindung von Satan) ein neuer Headliner die Tour begleiten. Zum Schluss sieht man die dämonisch funkelnden Augen von Lyman.

## Hintergrund
Doug Sakmann organisierte auf der 2002er Vans Warped Tour eine Bühne für die Filmemacher von Troma Entertainment unter dem Namen Tromaville on Tour. Dadurch kam auch der Kontakt zu Lloyd Kaufman, der im Film den skrupellosen Plattenfirmenchef Belial spielt, zu Stande. Mit einem halbfertigen Skript begab er sich mit seiner Produktionsfirma Backseat Conceptions auf die Vans Warped Tour. Um Kosten und Personal zu sparen, spielte er selbst den Killer im Film. Weitere tragende Rollen übernahmen Tourchef Kevin Lyman und Reporterin Heather Vantress, die ebenfalls immer anwesend waren. Neben der Arbeit am Film hatte die Produktionsfirma auch eine Bühne auf der Beret!, The Kids of Whitney High, Treephort, Cleric und The Phenomenauts spielten. Die sehr speziellen Independent-Gruppen sind alle auch im Film zu sehen. Weitere Musikausschnitte im Film stammen von den Mitgliedern der Warped-Tour, unter anderem von Simple Plan, The Used, Rancid, Andrew W. K., The Suicide Machines, Pennywise und Less Than Jake.
Der Film enthält zahlreiche Splatter-Sequenzen, insgesamt werden im Film über 110 Leute getötet. Die Sequenz in New York City, bei der Heather Vandress staunend durch New York City läuft, ist eine Reminiszenz an Freitag der 13. Teil VIII – Todesfalle Manhattan. 
Die Produktionszeit betrug nach der Tour weitere acht Monate. Die Szenen mit Lloyd Kaufman, die Eröffnungssequenz mit den HorrorPops und das Finale mit Beret! wurden nicht auf der Warped Tour mitgeschnitten, sondern danach gedreht. Die Explosion des Tourbusses von den Phenomenauts wurde auf ausdrücklichen Wunsch der Gruppe nicht nachgestellt, sondern der Bus wurde tatsächlich in die Luft gesprengt.
Der Film erschien 2004 auf DVD. Eine deutschsprachige Veröffentlichung folgte 2006 über Sunny Bastards. 2008 wurde der zweite Teil fertiggestellt, mitgeschnitten auf der 2004er Vans Warped Tour.